# Hans Ingvar Roth
Hans Ingvar Roth, född 31 december 1958 i Stockholm, är en svensk professor i mänskliga rättigheter vid Stockholms universitet.  
Roth är den första professorn i mänskliga rättigheter med tvärvetenskaplig inriktning i Sverige. Tidigare arbetade han som forskare vid Centrum för Multietniskt forskning vid Uppsala universitet nu Hugo Valentin institutet. Roth har också arbetat som professor i pedagogik vid Stockholms universitet. Roth är aktiv i samhällsdebatten och har drivit en linje som inkluderar möjlighet till fredlig och framgångsrik samexistens av olika kulturer.
Hans Ingvar Roth har avlagt examen Masters of Letters i filosofi vid Pembroke College, Oxford University genom Overseas Research Scholarship (ORS) och blev teologie doktor i etik vid Lunds universitet 2001 med doktorsavhandlingen Den särskiljande politiken som analyserar den etiska problematiken kring positiv särbehandling och minoritetsrättigheter utifrån ett internationellt jämförande perspektiv. Roth har också skrivit flera böcker om det mångkulturella samhället bland annat boken Mångfaldens gränser som introducerade den amerikanska mångkulturalism-debatten i svenskdebatt och monografin Mångkulturalismens utmaningar. Roth har även arbetat praktiskt med minoritets- och diskrimineringsfrågor bland annat som ämnessakkunnig vid Justitiedepartementet och som Human Rights Officer i Bosnien. Roth deltog under hösten 2003 i US International Visitor's Leadership Program (IVLP). 2016 kom hans biografi över den kinesiske filosofen och människorättsexperten Peng Chun Chang och i amerikansk utgåva 2018  "P.C. Chang and the Universal Declaration of Human Rights" (Penn Press). Hans Ingvar Roth är kulturskribent i Svenska Dagbladet med över 100 understreckare.